# Lorenzispitze
Die Lorenzispitze (ital. Cima San Lorenzo, 2483 m s.l.m.) ist ein Berg in den Sarntaler Alpen. Es ist der erste Gipfel des in Richtung Königsangerspitze vom östlichen Sarntaler Hauptkamm abzweigenden Seitenkamms. Knapp einen Kilometer nordwestlich des Gipfels liegt das höhere Plankenhorn (2543 m), wo dieser Seitenkamm in den Hauptkamm mündet. Von Norden, vom Schalderer Tal, ist die Lorenzispitze recht markant, von Süden etwas unscheinbar. 
Der Name des Berges geht vermutlich auf das Laurentiuspatrozinium von Feldthurns zurück. In Peter Anichs Atlas Tyrolensis von  1774 erscheint der Berg recht bedeutend, während die benachbarte Kassian- oder Königsangerspitze nicht verzeichnet sind. Heute steht die Lorenzispitze touristisch eindeutig im Schatten dieser beiden Nachbarn und wird weit seltener als diese besucht. Dies gilt vor allem für den Sommer, als Skitour ist die Lorenzispitze recht beliebt.

## Anstiege
Die Besteigung erfolgt fast ausschließlich von Süden. Talort ist Latzfons, als Ausgangspunkt bieten sich verschiedene Parkplätze nördlich oder nordwestlich oberhalb Latzfons an. Verschiedene Wege führen von dort an den Gipfelaufbau des Berges heran, der über den Südrücken unschwierig erstiegen werden kann. Die im Sommer bewirtschaftete Klausner Hütte kann als Stützpunkt verwendet werden. Über den verbindenden Grat ist auch eine Besteigung vom Plankenhorn her möglich. Die Anstiegsrouten sind nur teilweise markiert, teilweise auch weglos.